# Géographie de l'immigration en France
La géographie de l'immigration en France concerne la localisation géographique des immigrants au cours du temps, laquelle résulte de conditions historiques, politiques, économiques et sociales.

## La géographie de l'immigration: un objet scientifique
L'étude de la répartition spatiale des immigrants sur le territoire français est l'étude des inégalités de distribution spatiale entre les populations immigrées ou issues de l'immigration et les populations natives, mais aussi l'étude de ces inégalités entre les différentes groupes d'immigrés. Elle trouve ses racines dans les travaux des sociologues américains de l'école de Chicago et les recherches en sciences sociales en Grande-Bretagne au début du siècle. Ils ont produit une abondante littérature sur les inégalités urbaines entre groupes ethniques avec comme paradigme l'« assimilation spatiale » : la déségrégation résidentielle est la marque de l'assimilation socio-économique des immigrés, laquelle intervient naturellement. Cette vision simpliste est depuis la toute fin du XXe siècle tombée en désuétude, contredite par de nombreuses publications.
En France, la géographie du fait migratoire n'a dans un premier temps été abordée que sous l'angle de la manifestation du caractère ethnique de certains quartiers. La géographie de l'immigration en tant que telle ne commence à devenir l'objet de recherches en France qu'à compter des années 1990. Elle est perçue par des géographes tel Vasoodeven Vuddamalay comme un objet politique. Celui-ci appelle en 1993 à une « redéfinition politique du fait migratoire et ethnique par la géographie ». En France, cependant, l'ethnie n'est pas un critère existant dans les recensements au contraire du pays de naissance qui permet de différencier les immigrés des natifs, mais ne permet pas de repérer la seconde génération issue de l'immigration. Au début du XXIe siècle, les travaux quantitatifs sur ce type de problématique sont encore très rares et contrastent « avec des discours politiques et sociaux de plus en plus fréquents sur la ghettoïsation de la France, l’ethnicisation des rapports sociaux, l’urbanisme affinitaire et le séparatisme ».
La principale difficulté à la recherche sur cette thématique est le peu de données fournies par le recensement, car « il faut intégrer à la fois les stratégies individuelles en termes de choix résidentiels, les stratégies collectives de regroupement (parfois [...] constituant un facteur positif pour les minorités ethniques), et enfin les politiques publiques de la ville – notamment la plus ou moins forte lutte contre la discrimination résidentielle. »
Les résultats tirés des recherches sur la géographie de l'immigration sont utiles aux élus locaux et à l'administration pour définir les politiques mises en œuvre. Ils sont parfois détournés à des fins d'instrumentalisation par l'extrême-droite.

## Faire la géographie de l'immigration: à partir de quand?
Nombre de phénomènes migratoires de l'Ancien Régime ont pour cause des dépeuplements localisés en raison notamment des guerres. Les campagnes d'Alsace et de Franche-Comté accueillent ainsi entre 1660 et 1730-1740 plusieurs milliers de Suisses d'humbles conditions. Une part indéterminée d'Allemands, surtout des artisans des régions rhénanes et méridionales, immigre également, notamment vers les centres urbains d'Alsace et de Franche-Comté. Ces mouvements migratoires sont favorisés par les relations auparavant entretenus avec les territoires d'origines des immigrés, mais aussi par des évènements tels que la Guerre des paysans de 1653 ou les Guerres de Religion en Suisse.

## Géographie de l'immigration de la deuxième moitié duXXesiècleauXXIesiècle
La distribution spatiale des immigrés résulte en grande partie de facteurs historiques. Aux vagues migratoires originelles peuvent se succéder d'autres vagues privilégiant les mêmes destinations que les premières. Entre 1968 et 1999, en France, la géographie de l'immigration a peu changé : l'Est présente de plus fortes concentrations d'immigrés et les départements les plus pourvus sont ceux de la région parisienne et du Sud-Est. Bien que la concentration des populations immigrés augmente légèrement, il existe une grande diversité de situations selon les groupes d'immigrés et les communes. Il y a également une ségrégation résidentielle entre les populations immigrées en raison de facteurs socio-économiques. Dans les huit grandes aires urbaines françaises, entre 1968 et 1999, la ségrégation résidentielle des immigrés européens, notamment d'Europe de l'Ouest, diminue au contraire des extra-européen. Elle diminue pour ces derniers entre 1990 et 2015 : les nouveaux immigrants ont tendance à mieux se répartir spatialement.
Au 1er janvier 2006, les immigrants représentent 8,2 % de la population totale, mais avec des disparités selon les régions métropolitaines et d'outre-mer. Ainsi, en région Île-de-France, les immigrants représentent 16,9 % de la population (près de 2 millions de personnes) mais 2,4 % en Bretagne. Outre-Mer, les immigrants sont surtout nombreux en Guyane avec 29,5 %. En Métropole, la moitié des immigrants réside dans 282 communes alors que la moitié de la population totale réside dans 1141 communes, certaines communes sont donc particulièrement attirantes pour l'immigration.
Une partie des immigrants se retrouve dans des villes ou territoires mondialisés — par exemple, Paris et des communes de sa banlieue ou la Côte d'Azur —, des territoires périurbains transfrontaliers et certaines communes rurales. Elles attirent, pour des raisons entrepreneuriales, des catégories socioprofessionnelles supérieures en provenance des pays en développement et des ressortissants de pays de la zone OCDE.
Des territoires périurbains ou paraurbains transfrontaliers, près de Genève et Bâle en Suisse, de Karlsruhe et Sarrebruck en Allemagne, du Luxembourg, reçoivent de nombreux ressortissants de ces pays. Les prix du foncier et de l'immobilier s'apprécient. Il en est de même pour des communes du Sud de la France, loin des frontières, dépeuplées par l'émigration rurale aux XIXe et XXe siècle. Elles bénéficient de la desserte de compagnies aériennes à bas prix qui redynamisent le territoire, entraînant l'arrivée d'immigrants.
Enfin, des communes urbaines de tradition ouvrière agrègent des populations pluriethniques, avec un niveau éducatif limité, principalement originaires du Maghreb, de Turquie et d’Afrique subsaharienne, en majorité des pays de tradition musulmane. Leur concentration géographique dans certaines communes et certains quartiers résulte de choix contrastés dans la politique d'urbanisation menée à partir des années 1950. À la fin des années 1970, une politique d'accession à la propriété entraîne le départ de nombreuses classes moyennes des grands ensembles de logements sociaux voulus dans diverses localités, habitat rendu disponible pour de nouveaux arrivants moins favorisés, les immigrants avec peu de moyens.